# Charles Alessandri
Charles Alessandri (Ajaccio, 14 de febrero de 1954-ibídem, 29 de mayo de 2014) fue un futbolista francés que jugaba en la demarcación de centrocampista.

## Biografía
Debutó como futbolista en 1971 con el GFCO Ajaccio tras subir de las categorías inferiores del club. Marcó un total de 21 goles durante toda su etapa en el club, llegando a jugar la Copa de Francia, y marcando un gol en la misma el 12 de marzo de 1977 contra el Stade de Reims. Disputó todos los partidos de su carrera deportiva con el GFCO Ajaccio, hasta retirarse finalmente en 1984. El mismo año se convirtió en el entrenador del filial durante los doce años siguientes. Posteriormente, desde 1995 hasta 1999 entrenó al equipo juvenil, y finalmente, desde diciembre de 1999 hasta el año 2003 volvió a ser el entrenador del equipo filial.
Falleció el 29 de mayo de 2014 en Ajaccio a los 60 años de edad tras un ataque cardíaco.

## Clubes
| Club         | País    | Año       | Partidos | Goles |
| ------------ | ------- | --------- | -------- | ----- |
| GFCO Ajaccio | Francia | 1971-1984 | 337      | 21    |